# Placospongia
Genre
Les Placospongia forment un genre d'éponge siliceuse.
Elles sont consommées par les tortues imbriqués.

## Liste des espèces
- Placospongia carinata
- Placospongia melobesioides